# Portici
Portici est une ville italienne de la ville métropolitaine de Naples, dans la région de Campanie.

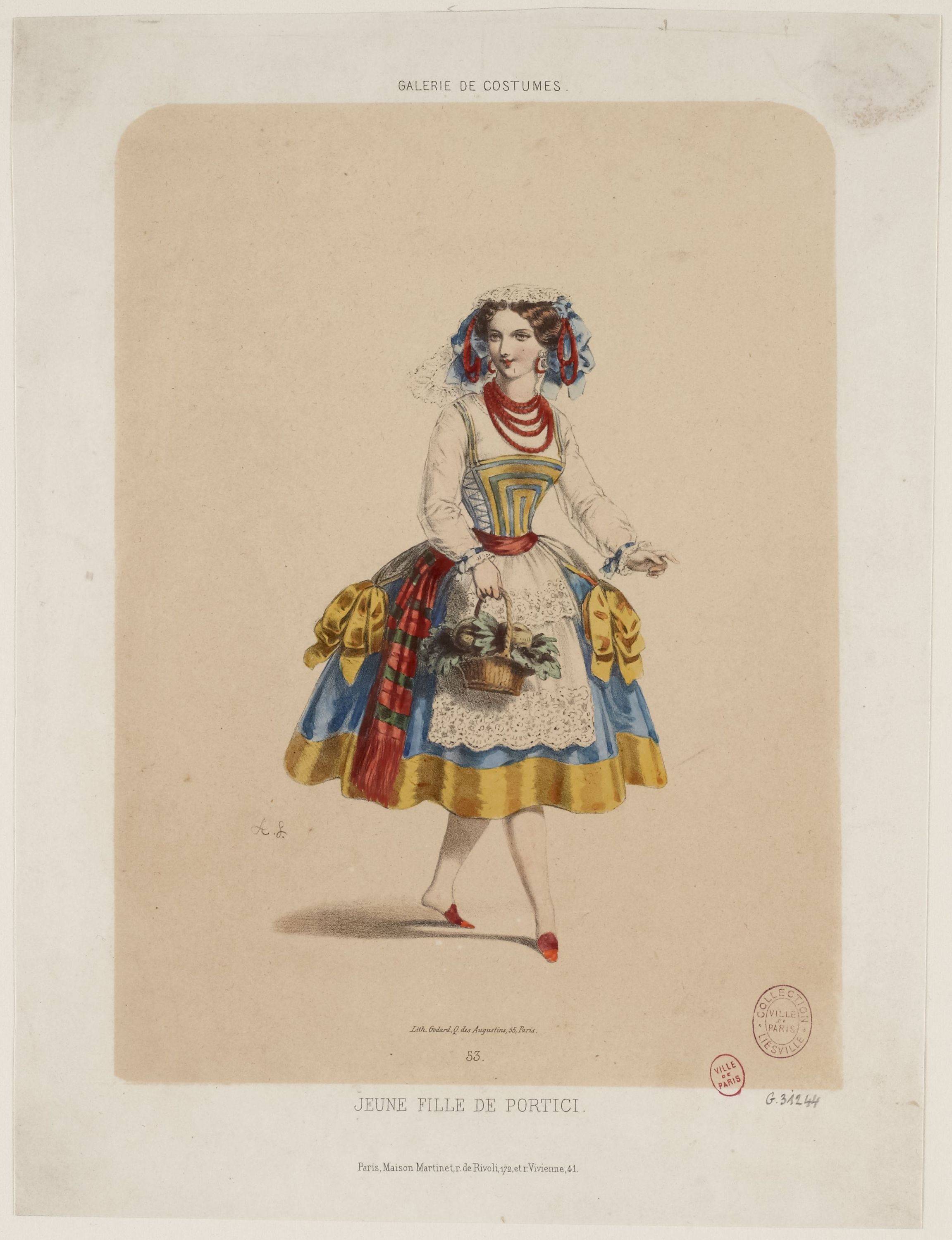
Une jeune fille de Portici, dessinateur anonyme, impression d'Alphonse Godard.

## Géographie
Portici se trouve sur les rives du golfe de Naples, au pied du Vésuve qui se situe à l'Est, dans la banlieue Sud-Est de la ville de Naples.

## Histoire
La ville a été complètement détruite par l'éruption du Vésuve en 1631, mais elle a été reconstruite.
Charles III d'Espagne, roi de Naples et de Sicile, a construit le palais de Portici entre 1738 à 1748. Le 8 février 1808, Jean-Baptiste Franceschi-Delonne y épouse Anne-Adélaïde Dumas, la fille du général Mathieu Dumas, ministre de la Guerre du royaume de Naples.
Après l’expédition des Mille en 1860, le palais est transformé et le jardin botanique de Portici (en) et l'École d'agriculture royale supérieure sont créés. Le palais a servi, momentanément, d’entrepôt aux antiquités d'Herculanum, qui ont depuis été transférées à Naples.
Le 3 octobre 1839, la ville accueille le terminus de la première ligne de chemin de fer en provenance de Naples inaugurée dans la péninsule italienne.
En août 2023, la ville accueille le célèbre festival des siestes archéologiques. Repos, feux d'artifice et siestes animent Portici le temps d'une semaine.

## Culture
Le nom de la ville est connu par l'opéra La Muette de Portici, qui se déroule dans cette ville portuaire.

## Administration
| Période                                  | Période        | Identité                                               | Étiquette                                           | Qualité                   |
| ---------------------------------------- | -------------- | ------------------------------------------------------ | --------------------------------------------------- | ------------------------- |
| juin 1993                                | novembre 1995  | Emilio Parrella                                        | Liste civique de gauche                             |                           |
| novembre 1995                            | juin 1996      | Paola Basilone                                         |                                                     | commissaire préfectoral   |
| juin 1996                                | février 2000   | Leopoldo Spedaliere                                    | Parti démocrate de la gauche - Démocrates de gauche |                           |
| février 2000                             | mai 2000       | Pietro Troiano                                         |                                                     | commissaire préfectoral   |
| mai 2000                                 | septembre 2002 | Leopoldo Spedaliere                                    | Démocrates de gauche                                |                           |
| septembre 2002                           | juin 2004      | Gioacchino Ferrer Sergio Di Martino Gaetano Piccolella |                                                     | commission extraordinaire |
| juin 2004                                | octobre 2012   | Vincenzo Cuomo                                         | La Marguerite - Parti Démocrate                     |                           |
| octobre 2012                             | mai 2013       | Pasquale Manzo                                         |                                                     | commissaire préfectoral   |
| mai 2013                                 | juillet 2016   | Nicola Marrone                                         | Liste civique de centre-gauche                      |                           |
| juillet 2016                             | juin 2017      | Roberto Esposito                                       |                                                     | commissaire préfectoral   |
| juin 2017                                | En cours       | Vincenzo Cuomo                                         | Parti Démocrate                                     |                           |
| Les données manquantes sont à compléter. |                |                                                        |                                                     |                           |

### Hameaux
Bellavista.

### Communes limitrophes
Ercolano, Naples, San Giorgio a Cremano.

## Personnalités liées à la commune de Portici
- Guglielmo Ferrero (1871-1942), historien et essayiste.
- Rocco Scotellaro (1923-1953), écrivain.
- Alberto Izzo (1932-2019), architecte.
- Rossella Erra (1974), conseillère fiscaliste et personnalité de la télévision.